# Algorithme de Naranjo
Pour les articles homonymes, voir Naranjo (homonymie).
L'algorithme de Naranjo, aussi appelé échelle de Naranjo ou nomogramme de Naranjo est un questionnaire conçu par Naranjo et al. pour déterminer la probabilité qu'une réaction indésirable à un médicament (en anglais ADR pour adverse drug reaction) est réellement due au médicament plutôt qu'à d'autres facteurs. Une probabilité est affectée sur une échelle « certain, probable, possible, douteux » à partir d'une série de notes. Les scores obtenus par cet algorithme sont parfois utilisés dans les critiques de pairs pour vérifier la validité des conclusions de l'auteur au sujet des réactions indésirables.

## Questionnaire
1. Y a-t-il déjà eu des rapports concluants sur cette réaction ?
Oui (+1) Non (0) Inconnu ou non testé (0)
2. Les événements indésirables sont-ils apparus après l'administration du médicament suspecté?
Oui (+2) Non (-1) Inconnu ou non testé (0)
3. La réaction négative s'est-elle améliorée après l'arrêt du médicament ou l'administration d'un antidote spécifique ?
Oui (+1) Non (0) Inconnu ou non testé (0)
4. La réaction négative est-elle réapparue lorsque le médicament a été administré de nouveau ?
Oui (+2) Non (-1) Inconnu ou non testé (0)
5. Y a-t-il d'autres causes qui pourraient avoir provoqué la réaction?
Oui (-1) Non (+2) Inconnu ou non testé (0)
6. La réaction est-elle réapparue après l'administration d'un placebo ?
Oui (-1) Non (+1) Inconnu ou non testé (0)
7. Le médicament a-t-il été détecté dans un fluide corporel à une concentration toxique?
Oui (+1) Non (0) Inconnu ou non testé (0)
8. La réaction s'est-elle aggravée en augmentant la dose, et améliorée en diminuant la dose ?
Oui (+1) Non (0) Inconnu ou non testé (0)
9. Le patient a-t-il eu une réaction similaire au même médicament ou à un médicament similaire lors d'une précédente exposition?
Oui (+1) Non (0) Inconnu ou non testé (0)
10. L'événement indésirable a-t-il été confirmé par des données objectives ?
Oui (+1) Non (0) Inconnu ou non testé (0)

## Notation
- ≥ 9 = réaction négative certaine
- 5 à 8 = réaction négative probable
- 1 à 4 = réaction négative possible
- 0 = réaction négative douteuse